# Kunice (województwo łódzkie)
Kunice – wieś w Polsce położona w województwie łódzkim, w powiecie opoczyńskim, w gminie Sławno. Zajmuje obszar około 387 hektarów, które zamieszkuje około 360 mieszkańców.
Wieś jest siedzibą rzymskokatolickiej parafii św. Wawrzyńca.

## Części wsi
| SIMC    | Nazwa     | Rodzaj    |
| ------- | --------- | --------- |
| 0551869 | Horomanów | część wsi |
| 0551875 | Kolonijka | część wsi |
| 0551881 | Kotynówka | część wsi |

## Historia
Pierwsza wzmianka o wsi pochodzi z 1360 roku. Była ona osadą rodową Kunickich (herbu Bończa), którzy należeli do drobnej szlachty. W tym czasie było tu osiem odrębnych dworów.  
W następnych wiekach wieś nadal była siedliskiem drobnej szlachty, chociaż zmieniła właścicieli. Jeszcze w 1775 roku były tu trzy odrębne dwory. Ze wsi tej dziesięcinę z łanów kmiecych czerpała kolegiata św. Floriana w Krakowie. Ostatnim właścicielem majątku ziemskiego w Kunicach była rodzina Ossowskich. Henryk Ossowski był adiutantem dowódcy, pierwszego oddziału partyzanckiego w czasie okupacji niemieckiej majora Henryka Dobrzańskiego ps. Hubal.  
W Warszawie, w 2001 roku zmarła przedstawicielka tej rodziny pani Wanda_Ossowska. W majątku stał dwór murowany o charakterze klasyczstycznym, pochodził on z XIX wieku. Wystawiony został na planie prostokąta i ozdobiony portykami. Pokryty był dachem naczółkowym. Spłonął w 1954 roku.  
W 1993 roku oddano do użytku budynek nowej szkoły podstawowej, której 28 maja 2000 roku nadano imię Wandy i Henryka Ossowskich. 
W latach 1975–1998 miejscowość administracyjnie należała do województwa piotrkowskiego.

## Kościół
Kościół pod wezwaniem św. Wawrzyńca pierwotny był drewniany i sięgał początku XIV wieku. Obecny został wzniesiony w latach 1925-30 według projektu architekta Wacława Borwieckiego na miejscu drewnianego. W jego wnętrzu znajduje się kamienna chrzcielnica z XVII wieku oraz obrazy z XVIII wieku. Przy kościele zachował się zwyczaj, że każdego wieczoru dzwoni się dla uczczenia pamięci poległych w obronie ojczyzny. Były proboszcz ks. Jan Matejek kolekcjonował zbiory rycin i obrazów związanych z kultem maryjnym. Dziś świątynia jest punktem etapowym corocznej Warszawskiej Pielgrzymki pieszej na Jasną Górę.

## Osobowości
- Wacław Kunicki, autor Wizerunku szlachcica polskiego, dzieła wydanego w 1615 r.
- Henryk Ossowski, adiutant majora "Hubala"